# جائزة جولدزيهر
جائزة جولدزيهر (بالإنجليزية: Goldziher Prize) يتم منح جائزة جولدزيهر في العلاقات اليهودية الإسلامية مرة كل سنتين من قبل مركز دراسة العلاقات اليهودية المسيحية الإسلامية التابع لكلية ميريماك في ماساتشوست الأمريكية. وفقًا لموقع المركز، يحصل الفائزون على جائزة قدرها 25 ألف دولار، وذلك للعمل الذي يُسهم بشكل كبير في التفاهم والتعاون على تحقيق غايات أخلاقية مشتركة بين اليهود والمسلمين. سميت الجائزة باسم المستشرق اليهودي المجري إجناتس جولدزيهر.

## الفائزون
- 2010: مارك ر. كوهين.
- 2012: بورتون ل. فيسوتزكي.
- 2014: يوسف مرعي.

## وصلات خارجية
- الموقع الرسمي للجائزة